# 亞德里亞堡和約

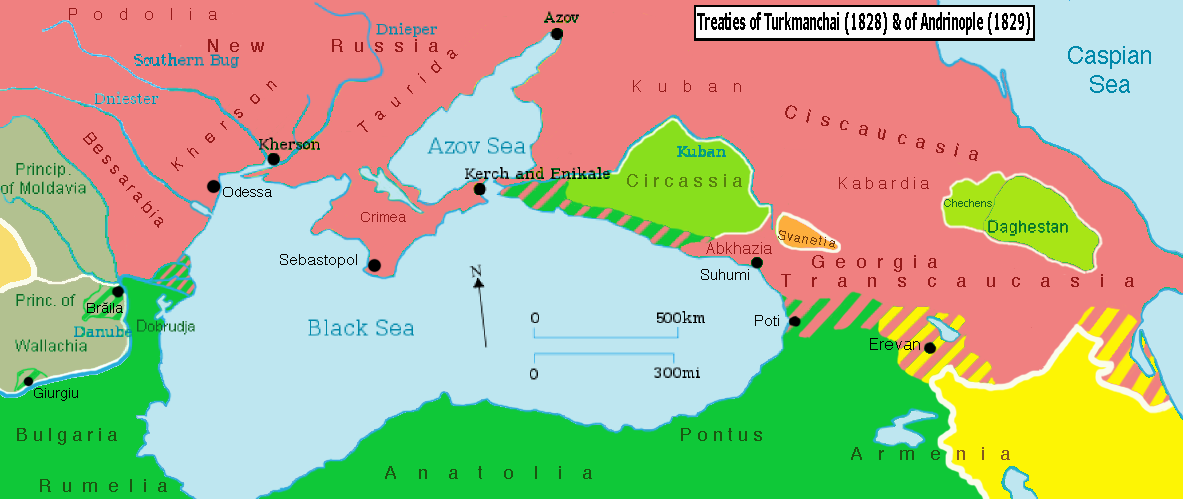
亞德里亞堡條約後的領土變化

亞德里亞堡和約 是第九次俄土戰爭之後俄羅斯帝國和鄂圖曼土耳其帝國之間簽訂的和約，於1829年9月14日簽訂於亞德里亞堡。和約規定土耳其承認希臘、摩爾達維亞、瓦拉幾亞、塞爾維亞的自治，並割讓多瑙河河口和高加索地區黑海沿岸的土地給俄羅斯。承認俄國船舶可以自由通行伊斯坦堡海峽、達達尼爾海峽。